# Tressignaux
Tressignaux település Franciaországban, Côtes-d’Armor megyében. Lakosainak száma 682 fő (2022. január 1.). Tressignaux Bringolo, Goudelin, Lanvollon, Pléguien, Plélo és Tréguidel községekkel határos.

## Népesség
A település népessége az elmúlt években az alábbi módon változott:
| Lakosok száma | 445  | 470  | 512  | 563  | 659  | 672  | 682  | 695  | 706  | 682  |
|               | 1968 | 1982 | 1990 | 2006 | 2013 | 2015 | 2017 | 2019 | 2020 | 2022 |